# Jacques Caquet
Jacques Caquet est un homme politique français né le 18 août 1753 à Anse (Rhône) et mort le 14 juillet 1832 à Paris.

## Biographie
Maître de forges, propriétaire à Fontaine-Simon, il est député d'Eure-et-Loir (arrondissement de Nogent-le-Rotrou) de 1816 à 1819 et de 1820 à 1824, siégeant à droite, avec les royalistes.
Maire de Fontaine Simon, il a été fait chevalier de la Légion d'honneur, le 22 août 1824.

## Sources
« Jacques Caquet », dans Adolphe Robert et Gaston Cougny, Dictionnaire des parlementaires français, Edgar Bourloton, 1889-1891 [détail de l’édition]